# Toxoplasma gondii
Toxoplasma gondii е паразитен протозой предизвикващ зооантронозното заболяване при всички птици и бозайници, включително и човека токсоплазмоза. Крайни гостоприемници са представителите на семейство Котки. Видът е единствен представител на монотипния род Toxoplasma. За пръв път токсоплазмата е наблюдавана след като е изолирана от африканския гризач гунди (Ctenodactylus gundi).

## Жизнен цикъл
В своето развитие паразитът преминава през няколко фази – ендозоит, мерозоит, цистозоит, псевдоциста, шизонт, гамети и ооциста.
Ендозоитите (трофозоитите) се размножават безполово, чрез пъпкуване или делене на две (ендодиогения) или чрез множествено делене или пъпкуване (ендополигения), при което се получават мерозоитите. По форма и устройство мерозоитите наподобяват на ендозоитите с тази разлика, че са по-дребни. Цистозоитите (брадизоити) се получават при струпването на голям брой паразити, които се обвиват от здрава обвивка с дебелина от 10 до 300 μm. Тази форма е характерна при слабовирулентни щамове или висока резистентност на гостоприемника. Псевдоцистата (тахизоит) представлява струпване на голям брой паразити обвити с тънка обвивка в организма на междинните гостоприемници. Тази форма се среща при вирулентни щамове или понижена защита на гостоприемника. Шизонтите се развиват в чревния епител на крайните гостоприемници. След няколко шизогонии мерозоитите се диференцират в микро- и макрогамети. След оплождането се образува зигота, която е обвита от дебела обвивка и се превръща в ооциста. Ооцистите окончателно се оформят в червата на котките и се изхвърлят навън с изпражненията. Във външната среда спорулират за 3 – 4 дни и се превръщат в инвазиоспособни цисти, които са изградени от две спороцисти с по 4 спорозоита.

## Морфология
Ендозоитът има бананоподобна форма с дължина 4 – 7 μm и широчина 1 – 1,5 μm. В предния край на клетката се намират полярният пръстен (коноид), микротубулите и токсонемите. Последните представляват органоиди, които спомагат за проникването на ендозоитът в тъканите и клетките. Ядрото е голямо.
Шизонтът има сферична форма с големина от няколко десетки до няколкостатин микрометра.
Ооцистите имат размери 12 – 15/10 – 15 μm.
Устойчивостта при различните стадии на токсоплазмите е различна. Ендозоитите, цистозоитите и цистите са слабо устойчиви във външна среда или в тъканите на заклани или убити животни. Ооцистите обаче са много устойчиви и могат да се запазят до 18 месеца във външна среда.

## Инвазиране
Проникването на паразитите в междинните гостоприемници става с храна или вода, които са контаминирани с ооцисти или след пряк контакт с инвазирани видове. Причината за това е, че токсоплазмите се отделят и със секрети и екскрети от инвазирани животни. Възможно е и заразяване при кръвни манипулации.
Крайните гостоприемници се заразяват при консумация на заразено с ендозоити, цисти или псевдоцисти месо.
Възможно е и конгентиално инвазиране, което се извършва с ооцисти на котки при стерилен бременен организъм на междинен гостоприемник.